# .bi
Pour les articles homonymes, voir BI.
.bi est le domaine de premier niveau national (country code top level domain : ccTLD) réservé au Burundi.